# Skunks ogoniasty
Skunks ogoniasty, skunks długoogoniasty (Mephitis macroura) – gatunek drapieżnego ssaka należącego do rodziny skunksowatych (Mephitidae).

## Pochodzenie nazwy
Nazwa rodzajowa Mephitis pochodzi od łacińskiego słowa mephit, co oznacza „nieprzyjemny zapach”. Natomiast nazwa gatunkowa pochodzi z języka greckiego (macro = duży, oura = ogon).

## Rozmieszczenie geograficzne
Skunks ogoniasty spotykany jest na południu USA (w Arizonie, Nowym Meksyku i Teksasie), Meksyku, Hondurasie, Nikaragui i północno-zachodnich rejonach Kostaryki.

## Systematyka
Wyróżnia się 4 podgatunki skunksa ogoniastego:
- Mephitis macroura eximus, żyjący w stanie Veracruz w Meksyku.
- Mephitis macroura macroura, żyjący w południowym Meksyku i Gwatemali.
- Mephitis macroura milleri, żyjący w północnym Meksyku i Stanach Zjednoczonych.
- Mephitis macroura richardsonii, żyjacy w środkowym i południowym Meksyku, Nikaragui i Kostaryce[8].

## Habitat
Tereny zamieszkiwane przez skunksa ogoniastego są bardzo różnorodne: od suchych trawiastych stepów do lasów nizinnych i terenów górskich do wysokości 2400 m n.p.m. Wybierają tereny o zróżnicowanym, kamienistym podłożu porośnięte zróżnicowana roślinnością i znajdujące się w pobliżu strumieni i innych zbiorników wodnych. Największe zagęszczenia skunksa (1,7 osobnika na km²) występują w stanie Oaxaca w Meksyku, gdzie preferują łąki, bagna i zarośla.
Poszczególne podgatunki różnią się nieco preferencjami środowiskowymi. M. m. milleri i M. m. macroura wybierają tereny o klimacie umiarkowanym, przy czym M. m. macroura wybiera tereny górzyste. M. m. eximus jest endemiczny dla nizinnych suchych równinach nadmorskich. M. m. richardsoni spotykany jest w lasach liściastych.

## Morfologia
Skunks ogoniasty różni się od skunksa zwyczajnego dłuższymi włosami na grzbiecie i szyi tworzącymi kryzę. Ponadto mają puszysty ogon z długimi białymi i czarnymi włosami. Są nieco mniejsze i bardziej smukłe od skunksów zwyczajnych, ale większe od skunksika plamistego. Nos mają nieco rozszerzony, ale nie sprawia on wrażenia ryjka jak u skunksów z rodzaju Conepatus. Samice skunksa ogoniastego mają 5 par sutek, podczas gdy u skunksów zwyczajnych jest ich 6.
Całkowita długość ciała waha się od 55,8 cm do 79,0 cm. Długość ogona od 35,7 cm do 40,0 cm. Długość tylnych łap wynosi od 6,0 cm do 6,8 cm, a wysokość od ziemi do ramion od 17,8 cm do 20,3 cm. Samce są z reguły większe od samic średnio o 15%, mają dłuższą czaszkę i proporcjonalnie krótszą resztę ciała. Masa ich wynosi od 0,4 kg do 2,7 kg. Formuła zębowa jest taka sama jak u skunksa zwyczajnego: I 3/3, C 1/1, P 3/3, M 1/2 dla 34 zębów w pysku. M. m. macroura i M. m. milleri są z reguły nieco większe od M. m. eximus i M. m. richardsoni. M. m. milleri mają najdłuższą czaszkę spośród wszystkich podgatunków (samce 6,0 cm samice 5,6 cm) i największy stosunek długości ogona do reszty ciała. M. m. macroura ma krótszą czaszkę (samce 5,6 cm, samice 5,4 cm) i krótszy ogon w stosunku do długości ciała. Oba podgatunki mają więcej białej sierści niż czarnej w przeciwieństwie do dwóch pozostałych. M. m. eximus można odróżnić od M. m. richardsoni na podstawie względnej długości ogona, który u pierwszego podgatunku jest większy od długości reszty ciała, a u drugiego mniejszy.
Zmienność ubarwienia skunksa jest bardzo duża. Można wyróżnić trzy typy: białogrzbiety, czarnogrzbiety i całkowicie czarny. Białogrzbiete oprósz białego szerokiego pasa na grzbiecie z reguły mają jeszcze boczne białe pasy ciągnące się wzdłuż całego ciała. Czarnogrzbiete mogą mieć boczne białe pasy, a z reguły w tylnej części ciała mają wyraźne białe łaty. Formy całkowicie czarne występują tylko u M. m. richardsoni. Od strony brzusznej futro może być białe, nakrapiane lub całkowicie czarne. Na czarnym pysku mają biały pas ciągnący się między zielonymi oczami od nosa przez całą głowę do tyłu szyi.

## Behawior
Są zwierzętami nocnymi z największą aktywnością o zmierzchu. Przemieszczają się wzdłuż dróg, strumieni, skał w poszukiwaniu pokarmu. Zjadają głównie owady siedzące na powierzchni ziemi lub traw, rzadko kopią glebę w poszukiwaniu larw, jak to robią skunksy rodzaju Cenopatus. W przeciwieństwie do skunksa zwyczajnego są lękliwe i unikają kontaktów z człowiekiem. Penetrują zazwyczaj areał o powierzchni 2,8 do 5 km².
Jak wszystkie skunksowate także skunksy długoogoniaste produkują bardzo śmierdzący aerozol w gruczołach okołoodbytowych. Ich głównym składnikiem są tioalkohole i metylocholina. Ma on ostry i trwały zapach, i jest silnym środkiem łzowym. Przestraszony skunks podnosi ogon, zwija się w literę „U” i może wystrzelić w kierunku napastnika strumień aerozolu na odległość 2–3 m. W przeciwieństwie do skunksa zwyczajnego, skunks ogoniasty rzadko stosuje tego typu zachowanie obronne względem ludzi.

## Rozmnażanie
Ruja występuje raz w roku od końca lutego do marca. Ciąża trwa dwa miesiące. Młode przychodzą na świat w początku maja i czerwcu. Notowane są przypadki porodów we wrześniu i październiku, co być może związane jest z powtórzeniem rui w czerwcu po stracie miotu lub poronieniu. Samice rodzą średnio 6 młodych (od 3 do 8).
Niewiele jest doniesień o opiece nad potomstwem, która najprawdopodobniej sprawują tylko samice, podobnie jak u skunksa zwyczajnego. Jak dotąd w literaturze naukowej opisana została jedna samica skunksa długoogoniastego prowadząca dwumiesięczne młode na żerowisko.

## Długość życia
W niewoli żyją trzy lata. Najprawdopodobniej na wolności żyją krócej. Przyczyną ich większej śmiertelności w środowisku może być drapieżnictwo, choroby i pasożyty w tym leptospiroza.

## Pokarm
Są wszystkożerne. Jedzą owady, małe kręgowce, jaja ptasie, owoce i odpadki zostawione przez ludzi. Obserwowano, jak skunksy z Kostaryki przerzucały jaja z przednich kończyn do tylnych i kruszyły skorupkę. Zawartość ich żołądka stanowią 74,3% owady, 12% tkanki kręgowców a tylko 1% stanowi pokarm roślinny.

## Drapieżnictwo
Skunksy ogoniaste są stałym elementem diety dużych drapieżników takich jak kojoty (Canis latrans) i puchacze wirginijskie (Bubo virginianus). W przypadku dostrzeżenia drapieżnika skunksy długoogoniaste wolą uciec, schować się w norze lub pod kaktusami, niż stosować zachowanie obronne właściwe dla skunksów.

## Rola w ekosystemie
Jako wielki amator owadów, generalista i oportunista, skunks ogoniasty reguluje liczebność różnych gatunków w tej grupie zwierząt i przyczynia się do zwiększenia różnorodności gatunkowej. Jednocześnie jest rezerwuarem wielu chorób i pasożytów. Są to między innymi: glisty Physaloptera maxillaries, Skrjabingylus chiwoodorum i Skrjabingylus santaceciliae oraz pchły z rodziny Pulicidae. Tylko u kilku osobników stwierdzono wirus wścieklizny a u jednego przypadek kociej nosówki.

## Zagrożenia i ochrona
Jest pospolity w całym Meksyku i na południu USA. Nie jest zagrożony rozwojem rolnictwa gdyż zamieszkuje tereny nie nadające się do tych celów. W czerwonej księdze gatunków zagrożonych IUCN wymieniany jest jako gatunek najmniejszej troski.